# Жан-Крістоф Тома
Жан-Крістоф Тома (фр. Jean-Christophe Thomas, нар. 16 жовтня 1964, Шалон-ан-Шампань) — французький футболіст, що грав на позиції півзахисника.
Виступав, зокрема, за клуб «Сошо».
Переможець Ліги чемпіонів УЄФА.

## Ігрова кар'єра
Народився 16 жовтня 1964 року в місті Шалон-ан-Шампань. Вихованець футбольної школи клубу «Сошо». Дорослу футбольну кар'єру розпочав 1985 року в основній команді того ж клубу, в якій провів сім сезонів, взявши участь у 286 матчах чемпіонату.  Більшість часу, проведеного у складі «Сошо», був основним гравцем команди.
Згодом з 1992 по 1996 рік грав у складі команд клубів «Марсель» та «Ренн». У складі першої з цих команд 1993 року виборов титул переможця Ліги чемпіонів УЄФА.
Завершив професійну ігрову кар'єру у клубі «Сент-Етьєн», за команду якого виступав протягом 1996—1998 років.

## Титули і досягнення
- Переможець Ліги чемпіонів УЄФА (1):

«Марсель»:  1992-1993
- Чемпіон Європи (U-18): 1983